# 三马拉汉省
三马拉汉省是马来西亚砂拉越的其中一个省份，也称第八省，离古晋市约30公里。在地理位置上，三马拉汉省东边是诗里阿曼省而西边是古晋省。三马拉汉省在1986年成为砂拉越第八省，是由第一省（古晋省）分割出來，总面积有4,967.45平方公里,人口约25万（2010年人口普查）。
该省里拥有两座高等学府：马来西亚砂拉越大学（砂大）与玛拉工艺大学。此外也有一座师范学院：砂拉越敦阿都拉萨师范大专学院。

## 历史
在三马拉汉省西连县（Serian District，現已升為西连省）的希立山洞（Gua Sireh）里发现了人类曾2万年前在那里生活。在洞里找到了古时代人类留下的物品如：陶器、贝壳、珠子和岩画，而4千多年前就已经有陶器生产及牧畜活动。3500年前，就有人类在当地进行农业活动。考古学家发现早在2千年前，洞里就有人类埋葬，并且还发现陪葬品。
此外，印度教也曾在7世纪时在这地区存在过。考古学家在本哈拉山（Bukit Berhala）找到了一个牛的雕像，相信是属于满者伯夷和三佛齐政权时期的物品。同时也在日廊（Gedong）和沙东山（Bukit Sadong）找到数千个陶片。这些陶片证明了，在14世纪至17世纪时期，三马拉汉省曾经出现过早期的贸易中心。
在汶莱王朝的爪夷文手稿写作中题到，当时在三马拉汉及沙东一带已出现了独立的政治实体。而在苏丹马合谟沙统治时期，曾与周边几个小国归附汶莱王朝。由于土地肥沃，适合种植稻谷，所以当时这地区是汶莱王朝的重要领地。同时吸引了许多文莱人民和贵族前来。
在1853年因为英国人詹姆士·布魯克的介入，取代了汶莱王朝在三马拉汉地区的政权，结束500多年在该地区的统治。在条约中詹姆士需每年付汶莱苏丹1500块作为损失的税收和贡品。在1861年，詹姆士与汶莱王朝又签了另一个新条约，需每年付4500块。沙东县（Sadong District）曾在1901年成立，地区包括现今的实文然（Simunjan）和西连（Serian）地区。1955年，西连与沙东县分隔了，西连成了新的县，而沙东县则改名为实文然县。当时三马拉汉还是属于古晋省下辖的一个副县，名为摩拉端（Muara Tuang）。
由于快速发展，在1983年8月19日，升格为三马拉汉县。在1986年7月24日，三马拉汉省正式成立，成爲砂拉越第8省份，行政區域下拥有三个县：实文然县、西连县和三马拉汉县。当时的摩拉端镇（Pekan Muara Tuang）也被改名为哥打三马拉汉（Kota Samarahan）。2002年1月1日，怒诺副县（Daerah Kecil Nonok）和本南副县（Daerah Kecil Pendam）合并成为了现今的雅沙再也县（Asajaya District）。2015年4月11日，西连县脫離三马拉汉省，正式升格西连省，成爲砂拉越第12省份。

## 行政区划
三马拉汉省拥有3个县：三马拉汉县（Samarahan District）雅沙再也县（Asajaya District）和实文然县（Simunjan District），还有2个副县：诗巫遙副县（Sebuyau Sub-District）、沙东再也副县（Sadong Jaya Sub-District）。三马拉汉省的行政中心在哥打三马拉汉（Kota Samarahan），也是该省的省会。
| 三马拉汉省 | 县       | 县       | 面积（平方公里） | 面积（平方公里） | 人口（2010年数据） |         |
| ---------- | -------- | -------- | ---------------- | ---------------- | ------------------ | ------- |
| 三马拉汉省 | 三马拉汉 | 三马拉汉 | 407.08           | 407.08           | 87,923             | 87,923  |
| 三马拉汉省 | 雅沙再也 | 雅沙再也 | 302.81           | 442.81           | 32,874             |         |
| 三马拉汉省 | 雅沙再也 | 沙东再也 | 140.00           | 442.81           | 32,874             |         |
| 三马拉汉省 | 实文然   | 实文然   | 1,370.12         | 2,006.5          | 39,226             |         |
| 三马拉汉省 | 实文然   | 诗巫遙   | 706.88           | 2,006.5          | 39,226             |         |
| 三马拉汉省 | 西连     | 西连     | 1,762.4          | 2,039.89         | 91,599             |         |
| 三马拉汉省 | 西连     | 打必律   | 277.49           | 2,039.89         | 91,599             |         |
| 三马拉汉省 | 总计     | 总计     | 4,967.45         | 4,967.45         | 250,622            | 250,622 |